# Can Bruixa
Can Bruixa, antigament Cal Paretó, és una masia situada a l'interior d'illa dels carrers de la Constitució i de Parcerisa, al barri de la Bordeta de Barcelona. Actualment es troba en mal estat de conservació i està afectada pel pla de remodelació de Can Batlló.

## Història
Va ser feta construir durant la segona meitat del segle xix per Josep Elias i Anglí, que es dedicava al cultiu i la venda de verdures. Més endavant. la va adquirir el pare del propietari actual Oleguer Rovira i Burés, conegut com «en Bruixa», que va acabar donant-li nom.

## Descripció
És un edifici de planta quadrangular amb un cobert adossat a la façana de gregal. Consta de planta baixa i pis i té la coberta a dos vessants que desaigüen a les façanes principal i posterior. Damunt de la porta hi ha un finestral amb sortida a un petit balcó d'obra. A l'interior es conserven els sostres amb volta a la planta baixa i el paviment de tova.